# Peyrat-la-Nonière

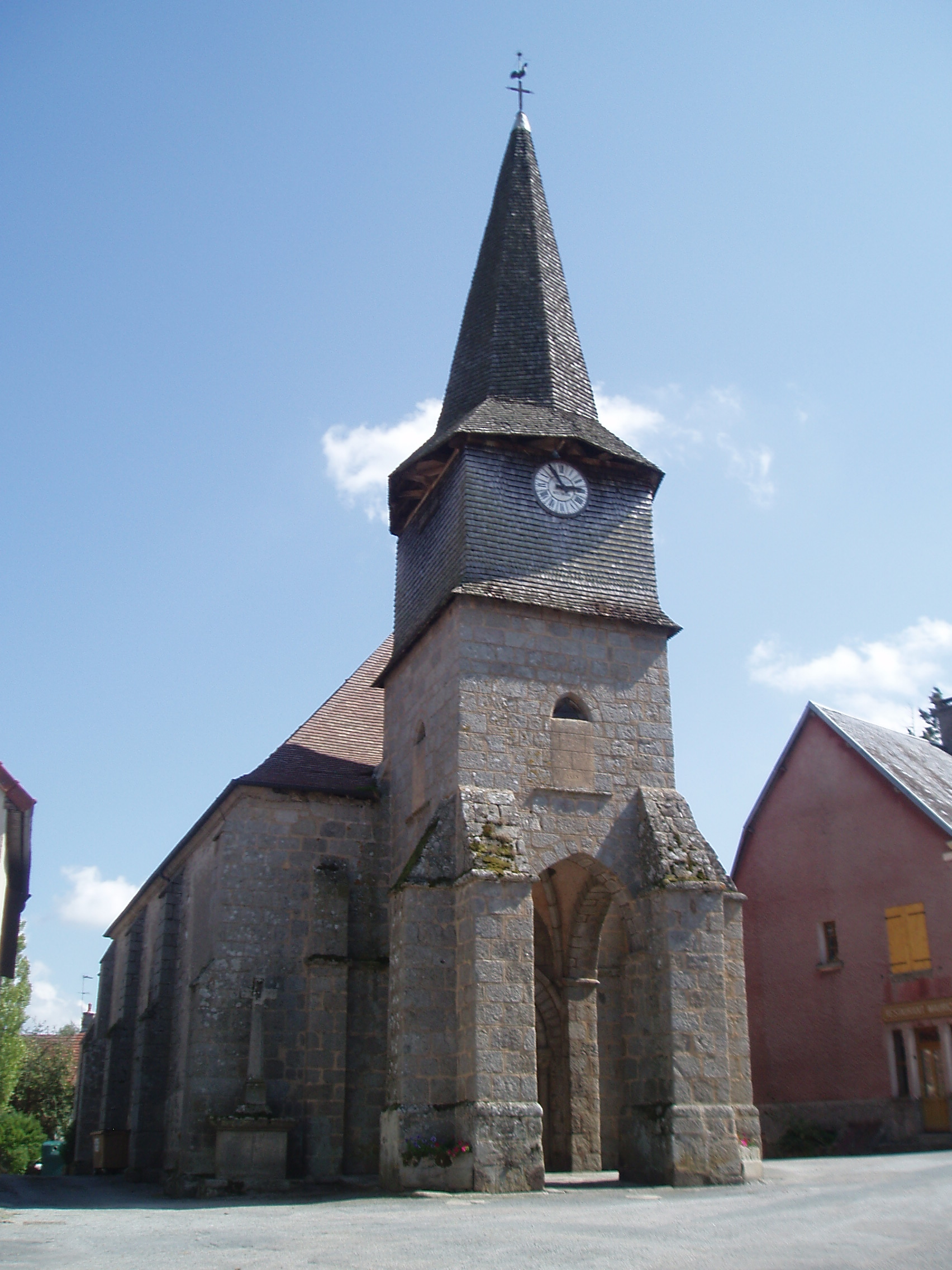
Kościół w Peyrat (2011)

Peyrat-la-Nonière – miejscowość i gmina we Francji, w regionie Nowa Akwitania, w departamencie Creuse.
Według danych na rok 1990 gminę zamieszkiwało 506 osób, a gęstość zaludnienia wynosiła 12 osób/km² (wśród 747 gmin Limousin Peyrat-la-Nonière plasuje się na 255. miejscu pod względem liczby ludności, natomiast pod względem powierzchni na miejscu 65.).

## Populacja

Populacja Peyrat-la-Nonière w latach 1962–2008